# James Wyatt
Pour les articles homonymes, voir Wyatt.

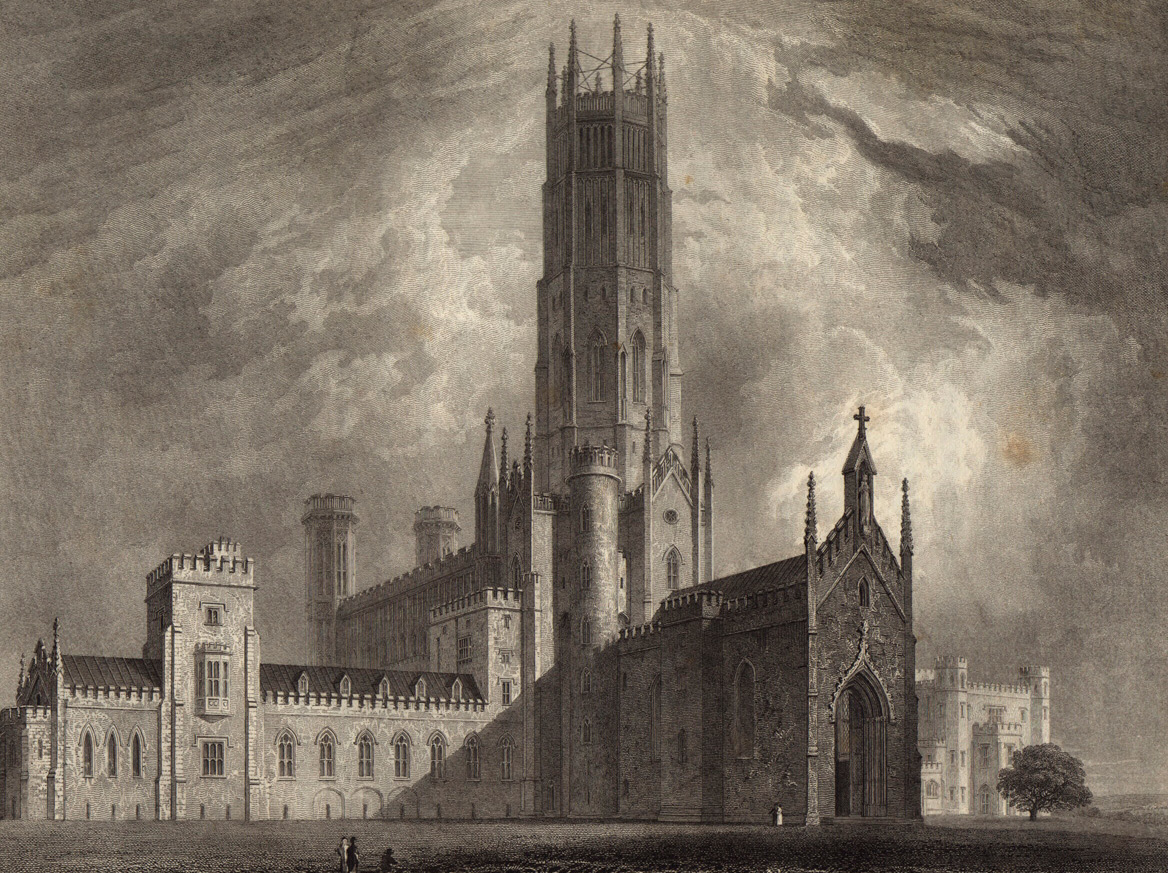
Dessin de l'abbaye de Fonthill dans le Wiltshire, Royaume-Uni, construite de 1795 à 1807.

James Wyatt, (Weeford dans le Staffordshire, 3 août 1746 – Marlborough dans le Wiltshire, 4 septembre 1813), est un architecte anglais, rival de Robert Adam dans le style néoclassique, qu'il surpasse de loin dans le style néogothique.
Il est élu membre de la Royal Academy (RA) le 15 février 1785 et en est président de 1805 à 1806.

## À l'école du classicisme
Wyatt passe six ans en Italie, de 1762 à 1768, en compagnie de Richard Bagot du Staffordshire, secrétaire d’ambassade du comte de Northampton, émissaire britannique auprès de la république de Venise. À Venise, Wyatt étudie dans l'atelier d’Antonio Visentini (1688–1782) comme projeteur et peintre. À Rome, il effectue des métrés précis du dôme de la basilique Saint-Pierre, « contraint de franchir sur le dos un vide vertigineux de 300 pieds, par une échelle posée horizontalement, et dépourvue de garde-corps ou de rail latéral. »
De retour en Angleterre, sa nomination comme architecte du Panthéon ou des « jardins d'hiver du Ranelagh » dans Oxford Street, lui assurent d'emblée la notoriété. Son frère Samuel, qui fait accepter à la commission les projets d'un jeune architecte alors quasi inconnu, est le principal artisan de cette promotion. Lorsque le Panthéon ouvre ses portes en 1772, le public huppé ratifie par son enthousiasme le choix des commissaires : Horace Walpole proclame l’œuvre comme « le plus bel édifice d’Angleterre. »

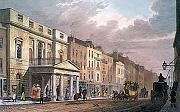
Le Panthéon de Wyatt dans Oxford Street, à Londres

Extérieurement, le bâtiment paraît quelconque, mais son hall surplombé d'un dôme et entouré de galeries rayonnantes et d’absides constitue une révolution dans les immeubles de bureaux, et vaut à l’architecte une célébrité immédiate. La maquette est exposée à la Royal Academy, qui réunit plusieurs commissions privées : à peine âgé de 26 ans, Wyatt est considéré comme un architecte de réputation nationale et le 27 août 1770, il est élu membre associé de la Royal Academy. Ses manières distinguées lui attirent bientôt un nombre croissant d'amis ainsi que les plus riches mécènes, et lorsque la rumeur court qu'il est sur le point de quitter le pays pour se mettre au service de la tsarine Catherine II de Russie, un groupe d'aristocrates lui aurait promis une prime de 1 200 sterlings pour rester à leur service. Parmi ses principales réalisations dans le style neoclassique en province, il y a lieu de citer Heaton Hall près de Manchester (1772), Heveningham Hall dans le Suffolk (vers 1788-99), et le Château de Coole en Irlande, ainsi que Packington Hall dans le Staffordshire, demeure ancestrale de la famille Levett, ou Dodington Park dans le Gloucestershire pour les Codrington.
Le 15 février 1785, sur la base de son projet pour le Mausolée Darnley, Wyatt est élu membre titulaire de la Royal Academy. Il prend une part active dans la vie de cette société savante : en 1803, il milite pour que le Conseil se détermine indépendamment des débats de l'Assemblée générale, ce qui pousse son rival West à démissionner de la présidence l'année suivante, et Wyatt est élu à sa place ; mais le roi ne ratifie jamais formellement son élection.
Wyatt est l’un des fondateurs de l’Architects’ Club en 1791, et il en préside plus d'une fois les réunions, à la Thatched House Tavern.

## Réalisations dans le style classique
En 1776 (l’année même où il est choisi comme architecte de la comtesse Elizabeth Home, laquelle le congédie l’année suivante au bénéfice de Robert Adam), Wyatt succède à Henry Keene en tant que Conservateur en chef de l’Abbaye de Westminster. En 1782, il est promu architecte en chef du Board of Ordnance. La mort de William Chambers lui vaut le poste d’architecte en chef des Bâtiments du Roi en 1796.

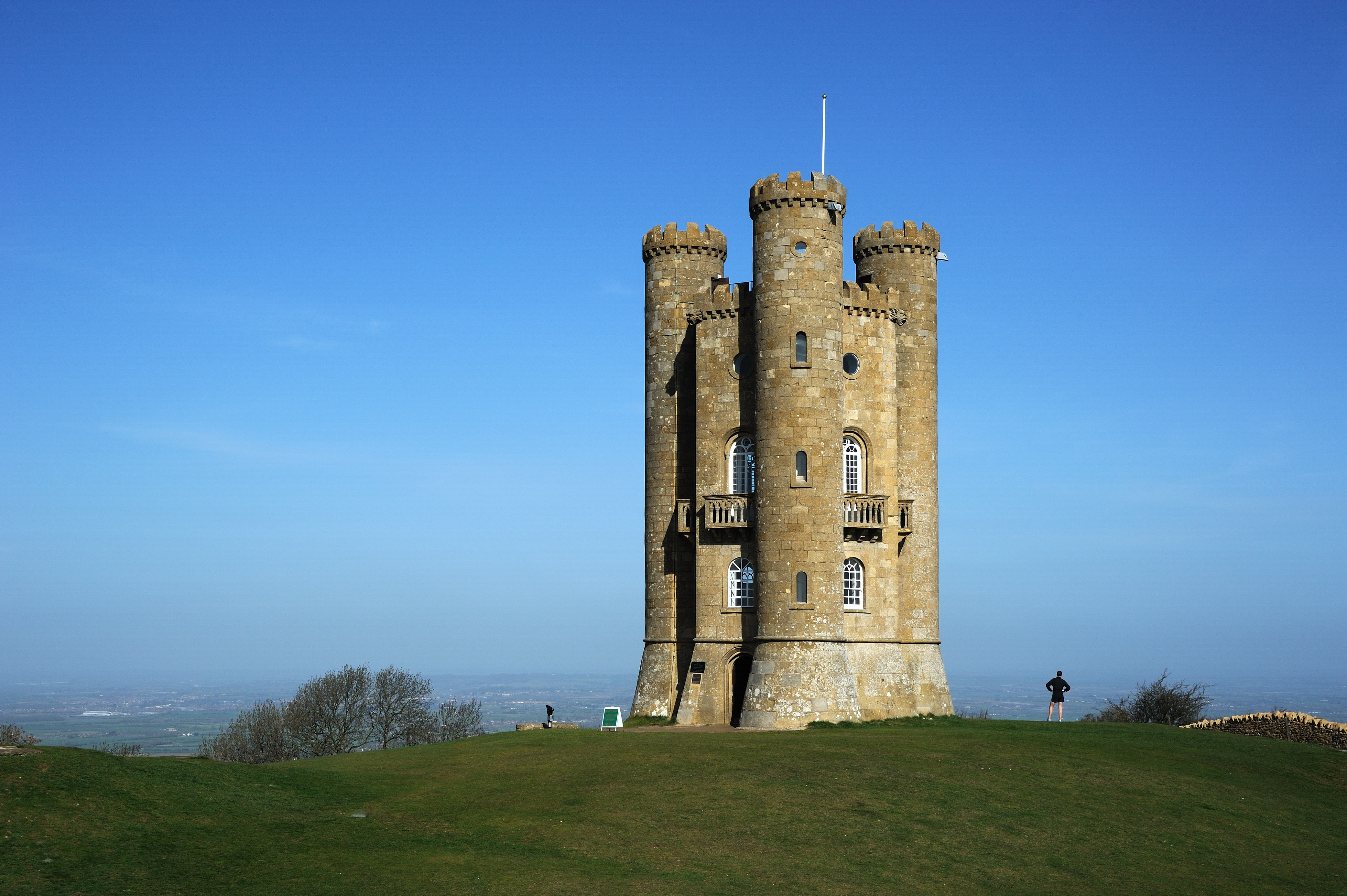
Broadway Tower, dans le Worcestershire, est dessinée par James Wyatt dans les années 1790.

Wyatt est désormais le premier architecte de Grande-Bretagne, mais il préside bien trop de commissions pour son emploi du temps. Ses chantiers très dispersés et les devoirs de ses charges lui laissent peu de loisirs pour satisfaire les demandes particulières de ses commanditaires. Dès 1790, alors qu’il devait remettre ses plans pour l’église Saint Chad de Shrewsbury, il manque si souvent à ses réunions que la commission s'en estime offensée, et confie les travaux à George Stewart. En 1804, Jeffry Wyatt confie à Farington que son oncle a déjà perdu plusieurs commandes par sa négligence. Lorsqu’il reçoit un nouveau client, Wyatt manifeste d'abord la plus grande attention pour la commande, mais lorsqu’approche la phase des travaux, il perd tout intérêt pour l'affaire, estimant qu'il « n'avait pas à s'occuper de vétilles que d'autres pouvaient traiter à sa place. » Toutefois, son comportement dans les affaires de l’État n'est pas plus responsable qu'avec sa clientèle privée, et il ne fait aucun doute que c’est l’état délabré des dossiers du Bureau des Bâtiments du Roi qui décide de la réorganisation de ce service royal : la direction est désormais confiée à un responsable politique assisté de trois architectes placés sous ses ordres.

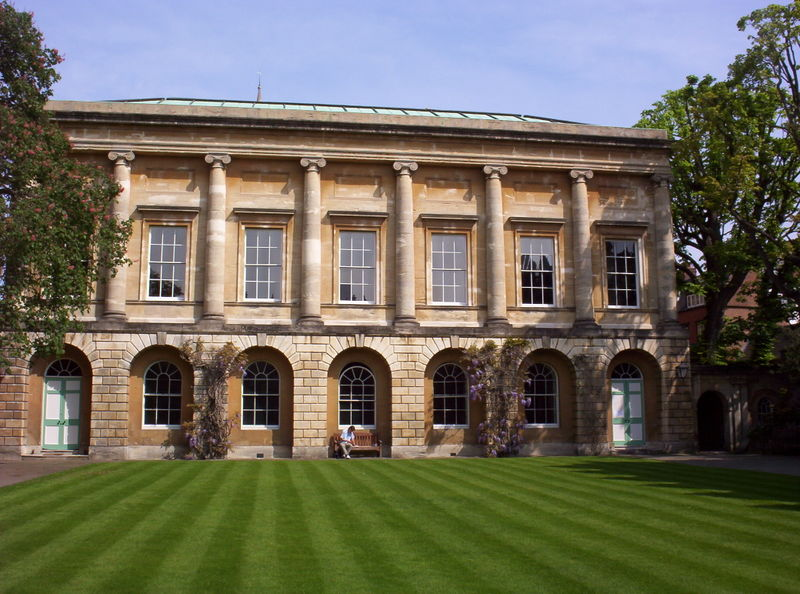
Les appartements communs et la bibliothèque des professeurs d’Oriel College (Oxford) ont été conçus par James Wyatt dans les années 1780.

Il remanie le château de Frogmore pour la reine Charlotte, et est promu Administrateur Général des Bâtiments. Vers 1800, la Couronne le charge de moderniser le château de Windsor : les embellissements auraient sans doute été plus considérables, n’eût été la maladie du roi, mais en 1802 il aménage pour le souverain le « palais étrangement crénelé » de Kew, remarquable par l’emploi fréquent de charpente en fonte.
En 1802 Wyatt construit un nouvel hôtel particulier pour le 7e comte de Bridgewater, sur le domaine d'Ashridge (Hertfordshire), qui est désormais inscrit aux monuments historiques. En 1803 Thomas Johnes charge Wyatt de faire les plans de l'église Saint-Michel d’Hafod, Eglwys Newydd, à Ceredigion, dans le Pays de Galles.
De 1805 à 1808, Wyatt remodèle l’hôtel particulier de West Dean (Sussex de l'Ouest). Les travaux de Wyatt se distinguent par une construction entièrement en silex, jusqu'aux linteaux des baies, qu'on réalisait jusque-là exclusivement par un chaînage en pierre.
Wyatt est un dessinateur brillant mais superficiel : on ne décèle dans ses réalisations aucune originalité. Lorsqu'il entre en scène, les architectes en vue sont les frères Adam, dont il imite le style avec tant d’habileté pour les décors intérieurs qu’ils l’accusent de plagiat dans la préface de leur Works in Architecture (1773). Pourtant, bien des années plus tard, Wyatt n’hésite pas à confier lui-même au roi George III qu’« il n’y avait plus de véritable architecture depuis Sir William Chambers – que lorsqu’il était revenu d’Italie, il avait trouvé le bon-goût corrompu par les frères Adams, et qu’il se sentit en devoir de redresser la situation. » La plupart des constructions néoclassiques de Wyatt ne sont, en fait, qu'un démarquage du style des frères Adam, masqué par une profusion d'ornements en pierre de Coade et de médaillons toscans, fréquemment abandonnés au pinceau de Biagio Rebecca, lui-même au service des Adam. Ce n'est guère que vers la fin de sa vie qu'en collaboration avec son frère Samuel (et son neveu Lewis), il met au point la sévère ordonnance de la « manière Wyatt. » 
Plusieurs des premières réalisations architecturales de Wyatt révèlent sa familiarité avec le Treatise on the Decorative Part of Civil Architecture de Chambers (par ex., le portail de l'église de Christ Church ou le mausolée de Cobham), si bien qu'il est permis de croire que le style de Wyatt aurait été plus original s'il avait poursuivi dans la tradition initiée par Chambers au lieu de sombrer dans les facilités à la mode des frères Adam ; mais sa carrière en tant qu'architecte d’État coïncide avec les guerres napoléoniennes, marquées par les pénuries du blocus continental, et sa mort prématurée ne lui a pas permis de prendre part au renouveau urbain qui caractérise le règne de George IV.

## Réalisations néogothiques

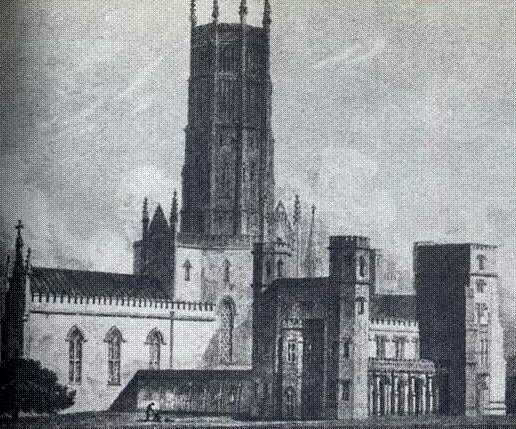
Abbaye de Fonthill, construite de 1795 à 1807 par James Wyatt pour William Beckford, l'auteur du roman gothique Vathek.

Cela dit, Wyatt doit avant tout sa célébrité à ses talents d'architecte néogothique. À l'époque géorgienne, tout architecte se devait d'avoir réalisé un édifice dans le genre médiéval, et Wyatt n'y fait pas exception ; toutefois, là où ses devanciers se bornaient à orner leurs réalisations d'éléments gothiques convenus (créneaux et baies en arc brisé), Wyatt s'efforce de magnifier l'architecture médiévale  par une distribution irrégulière, la construction de tours et de clochers. Jamais, jusque-là, on n'avait exploité le potentiel romantique du gothique autant qu'à l’Abbaye de Fonthill ou au domaine d'Ashridge; malgré des défauts de proportion et des anachronismes dans le détail, ces édifices comptent au nombre des prototypes du revival gothique en Angleterre. Et si, de son vivant, Wyatt est acclamé comme celui qui « avait revivifié dans son pays les beautés depuis longtemps évanouies de l'architecture gothique », le véritable mérite de son interprétation néogothique est d'avoir comblé le gouffre entre le gothique rocaille du XVIIIe siècle et la passion sincère pour le Moyen Âge du début du XIXe siècle.

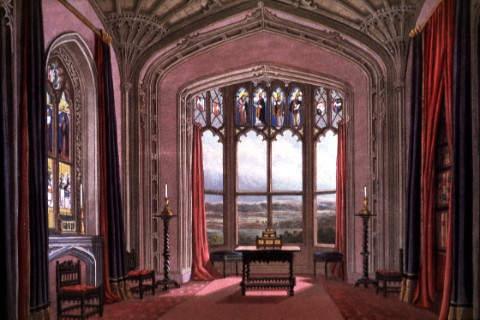
Fonthill, le belvédère : épreuve en couleur de l'album de souvenirs compilé par Beckford.

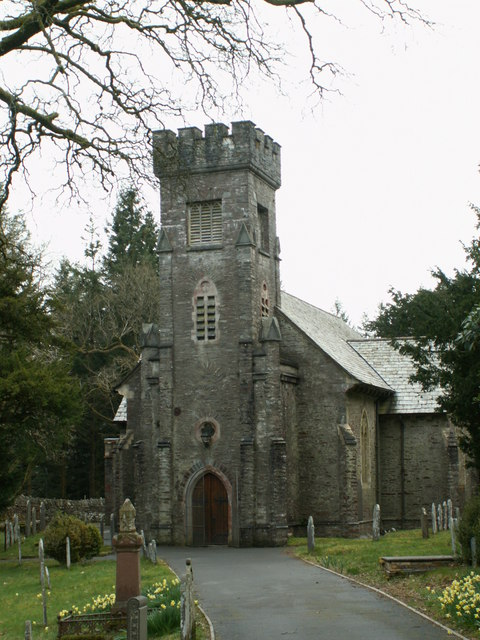
L'église Saint-Michel d’Hafod (Eglwys Newydd).

Quant aux travaux de restauration qu'il effectue sur plusieurs cathédrales, inspirées par l'idée préconçue qu'une église médiévale est dépouillée et possède une unité de style, il faut simplement préciser que les chapitres religieux qui l'ont employé n'étaient guère davantage éclairés que lui, et il est en tous cas certain qu'à l’Abbaye de Westminster, il a effectué des réparations des plus nécessaires. Ses réalisations à Salisbury, Durham, Hereford et Lichfield sont durement critiquées par John Carter dans ses Pursuits of Architectural Innovation : Carter ne cesse de rappeler qu'en 1796, la candidature de Wyatt à la Société des Antiquaires a été repoussée ; toutefois, dès 1797, une majorité de 123 voix l'a autorisé à jouir du titre de F.S.A.

## Mort
Il meurt le 4 septembre 1813 des suites d'un accident de fiacre alors qu'il traverse les Marlborough Downs en compagnie de son ami et commanditaire, Christopher Codrington de Dodington Park. On l'inhume dans l'Abbaye de Westminster ; il laisse une veuve et quatre fils, dont l'aîné, Benjamin Dean, et le plus jeune, Philip, sont des architectes réputés. Matthew Cotes (1777–1862), son fils cadet, s'impose comme sculpteur, dont le chef-d’œuvre est la statue en bronze de George III dans Cockspur Street, au bout de Trafalgar Square. Charles, le benjamin, travaille quelques années pour l’East India Company à Calcutta, mais il est de retour en Angleterre en 1801. On ne sait rien de la fin de sa carrière.

## Œuvres

### Édifices civils
- Christ Church (Oxford), ailes nord et est du transept de Canterbury, et portail entre 1773 et 83
- Observatoire Radcliffe, Oxford, 1776–94
- Grove House (1777), dans le quartier de Roehampton, à Londres
- Brasenose College (Oxford), réfection de la bibliothèque (1779-80)
- Holywell Music Room, Oxford, intérieurs remaniés (1780)
- The Assembly Rooms, Chichester, Sussex, 1783
- Worcester College (Oxford), intérieurs de la chapelle (en coll. avec William Burges) et du hall d'entrée (1783)
- Royal Arsenal, Woolwich : divers pavillons pour le compte du Board of Ordnance, 1783-1807
- Oriel College (Oxford), bibliothèque et agrandissement des appartements du préfet des études (1788-91)
- Liverpool Town Hall, intérieurs 1783-1813
- New College, Oxford, réfection de la grande entrée Hall, de la chapelle et de la bibliothèque (1789-94)
- Merton College (Oxford), bâtiment principal reconstruit entre 1790 et 1794 ; l'édifice sera ultérieurement remanié par Sir George Gilbert Scott (1872-74).
- Lincoln's Inn, Londres, réparation de la couverture de la chapelle (1791)
- Balliol College (Oxford), bâtiment principal reconstruit entre et bibliothèque rénovée (1792)
- Magdalen College (Oxford), réfection du bâtiment principal et de la chapelle (1792-95)
- Académie royale militaire de Woolwich (1796-1805)
- Royal Artillery Barracks, Woolwich, 1796-7
- Palais de Westminster, restauration de la Chambre des Lords (1800-13, mais incendié en 1834)
- L'hôtel de ville de Ripon, dans le Yorkshire, 1801
- Prison de King's Bench, à Londres : agrandissements et aménagements (1803-04), auj. démolie
- Prison de Marshalsea à Londres, réparations et agrandissements (1803-5, démolie depuis).
- caserne de Fenham à Newcastle-upon-Tyne (1804-1806[7])
- L’Arsenal Naval de Great Yarmouth, dans le Norfolk (1806), démoli en 1829
- The Armoury, Shrewsbury (1806)
- L’Académie royale militaire de Sandhurst, dans le Berkshire (1807-12) ; les travaux ont été confiés à John Sanders qui modifié le projet, notamment par l'adoption d'une ornementation dorique pour le portique.
- Dorset House, Whitehall, Londres : conversion en ministère (1808, auj. démolie).
- La Market Cross de Devizes, dans le Wiltshire (1814)

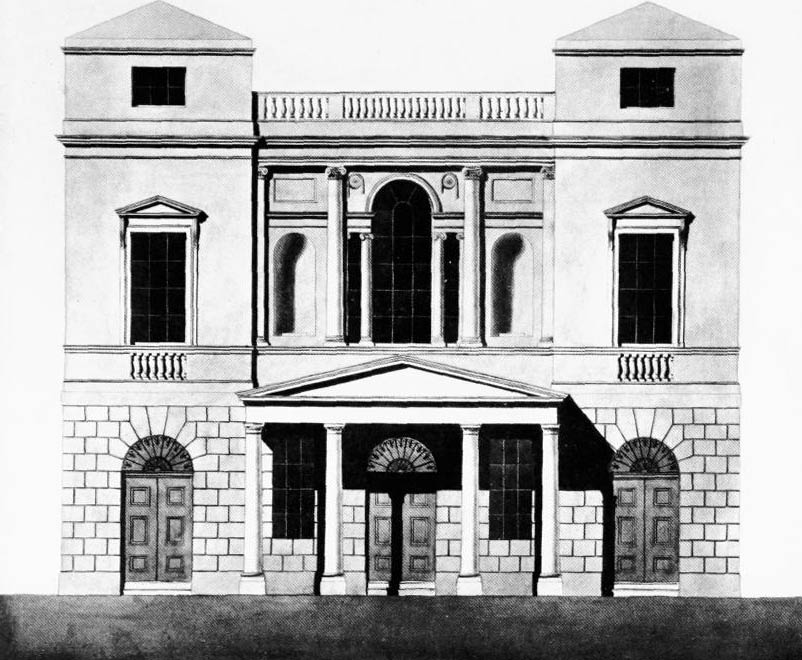
La grande entrée du Panthéon d'Oxford Street,
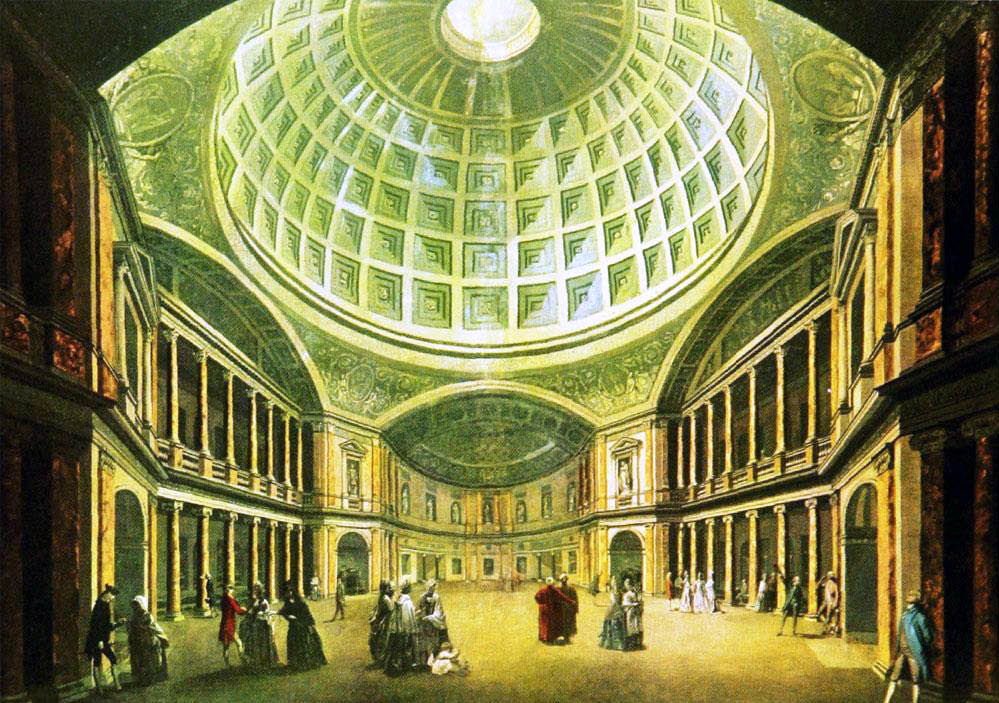
Décors intérieurs du Panthéon d'Oxford Street
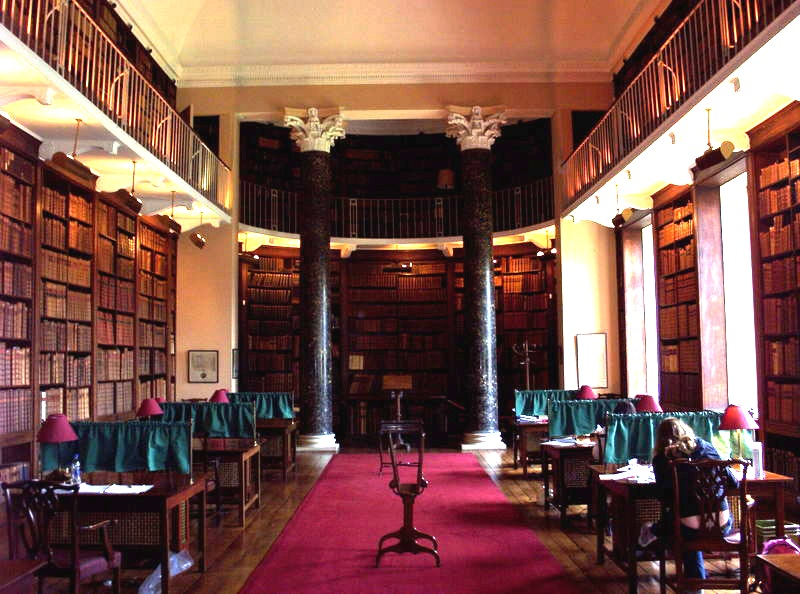
La bibliothèque d'Oriel College
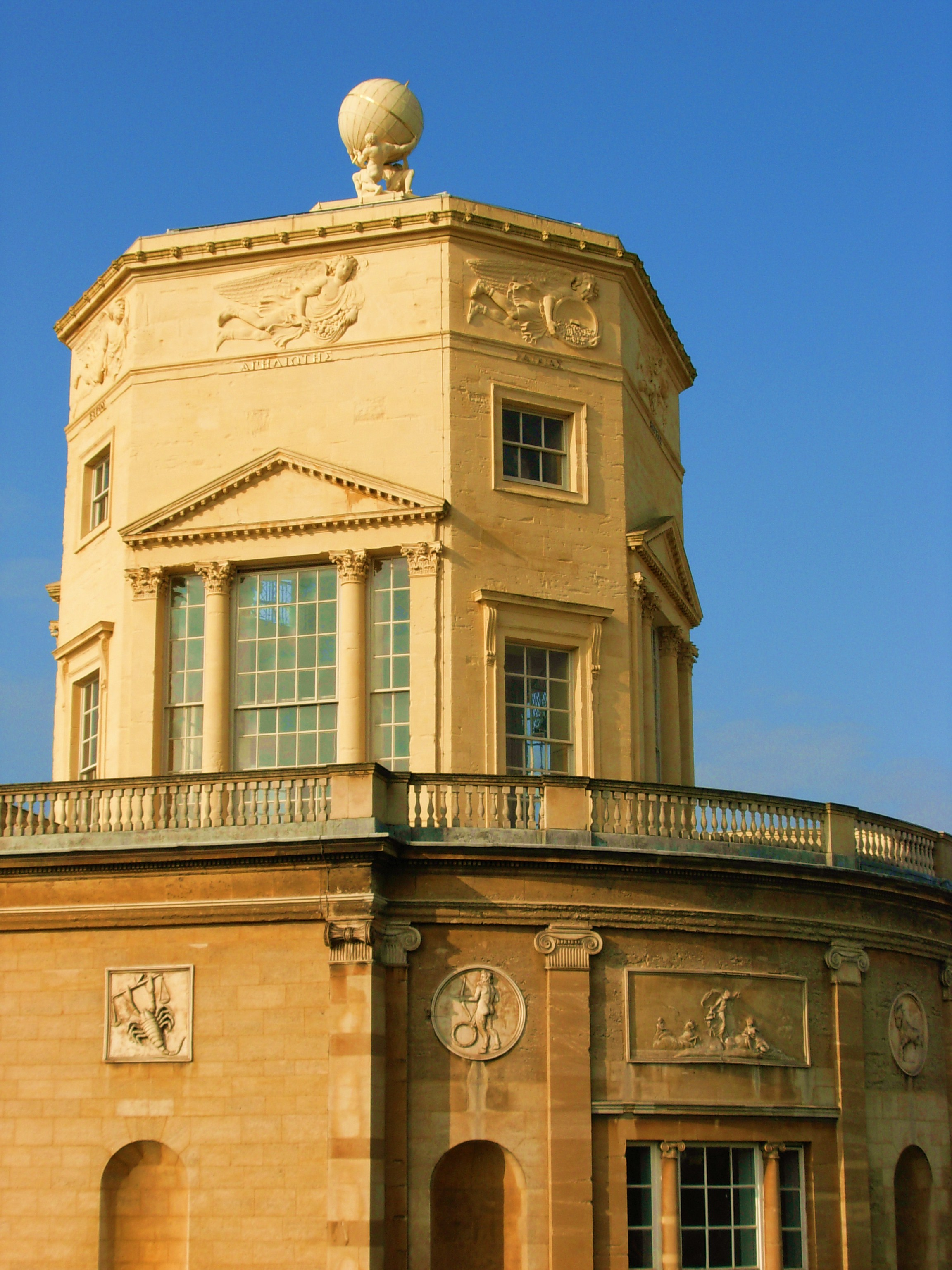
L'ancien Observatoire Radcliffe d’Oxford
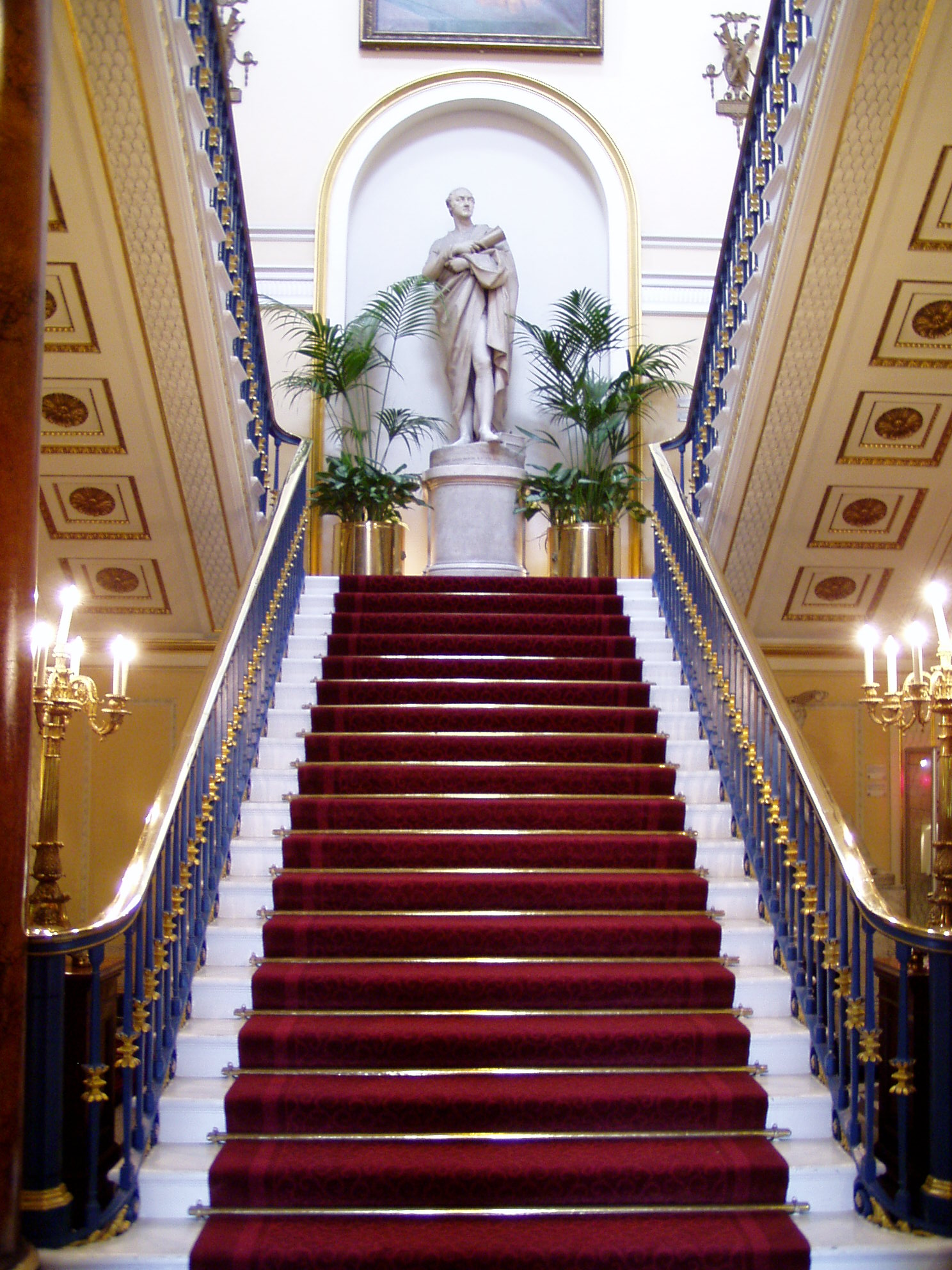
L'escalier d'honneur de l'hôtel de ville de Liverpool
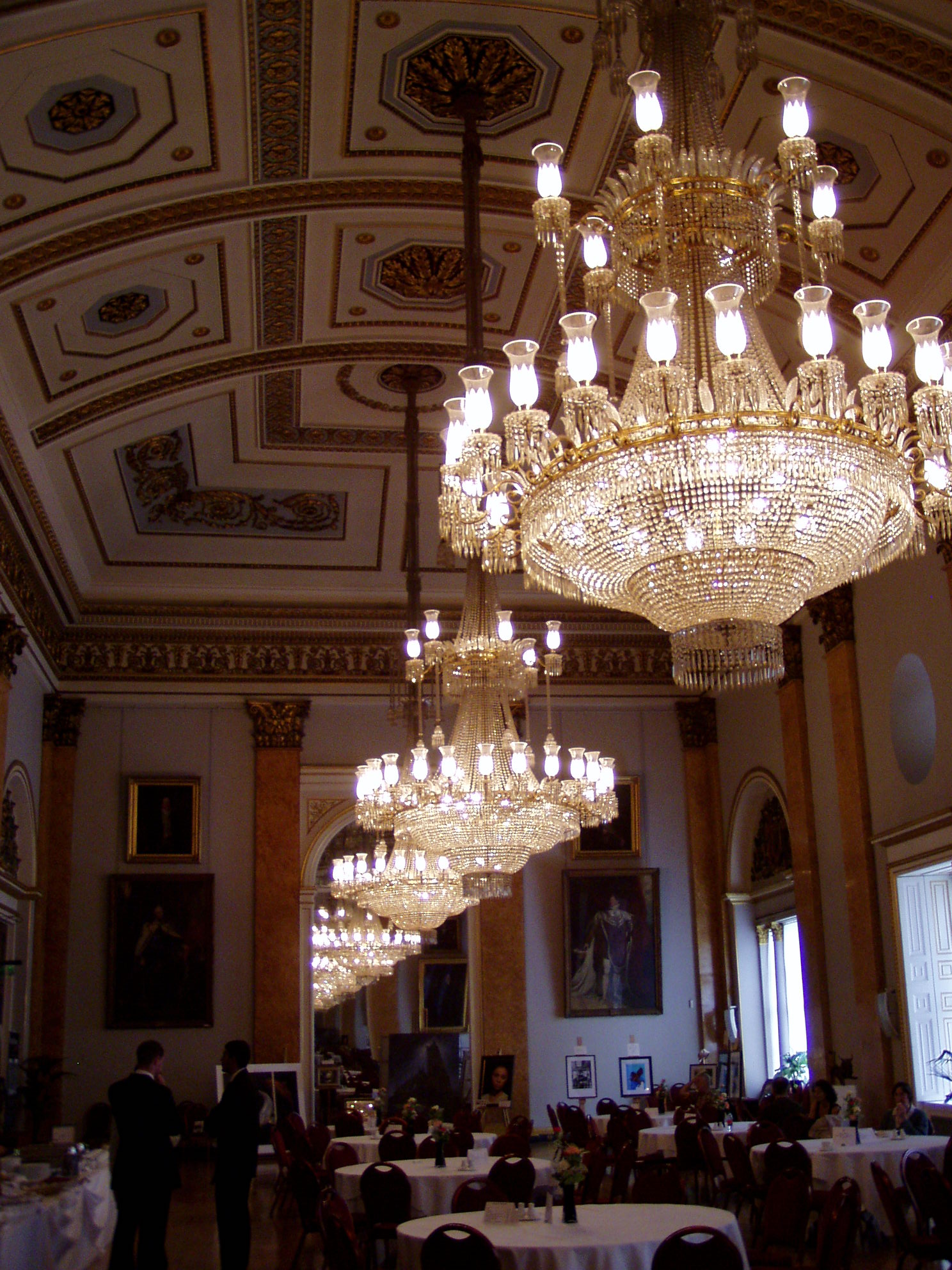
La grande salle de bal de l'hôtel de ville de Liverpool
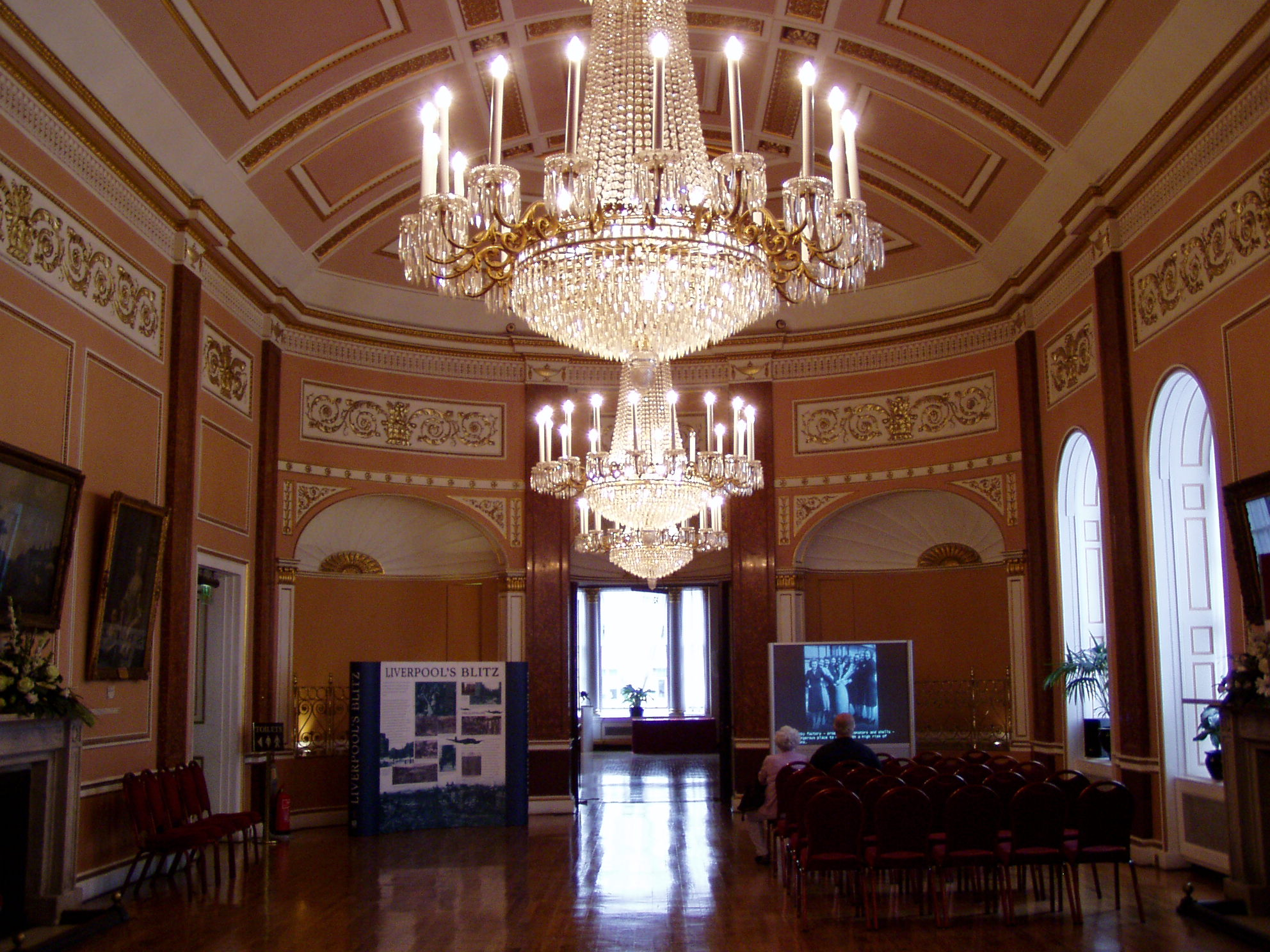
La petite salle de bal de l'hôtel de ville de Liverpool
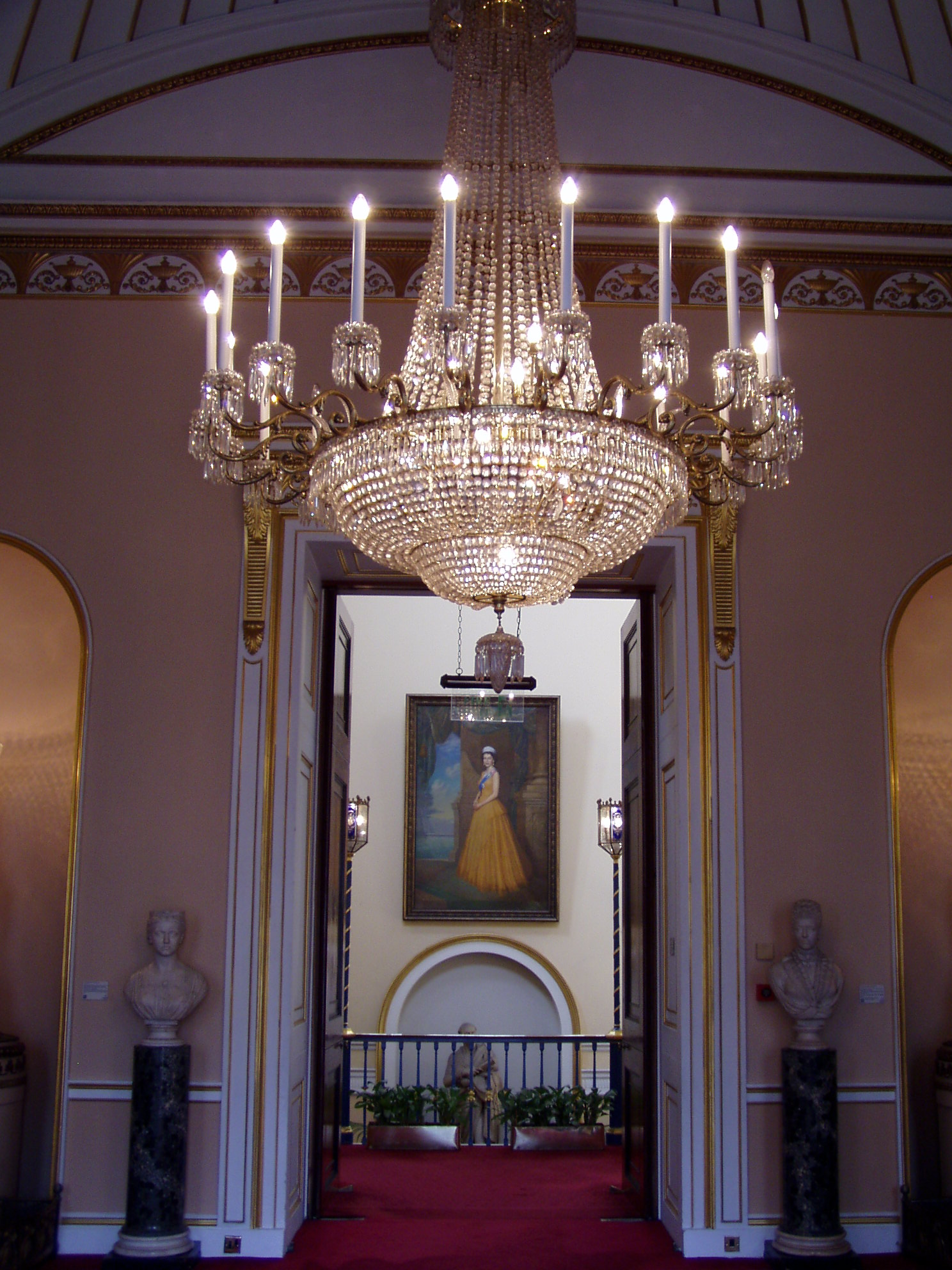
La salle de réception de l'hôtel de ville de Liverpool
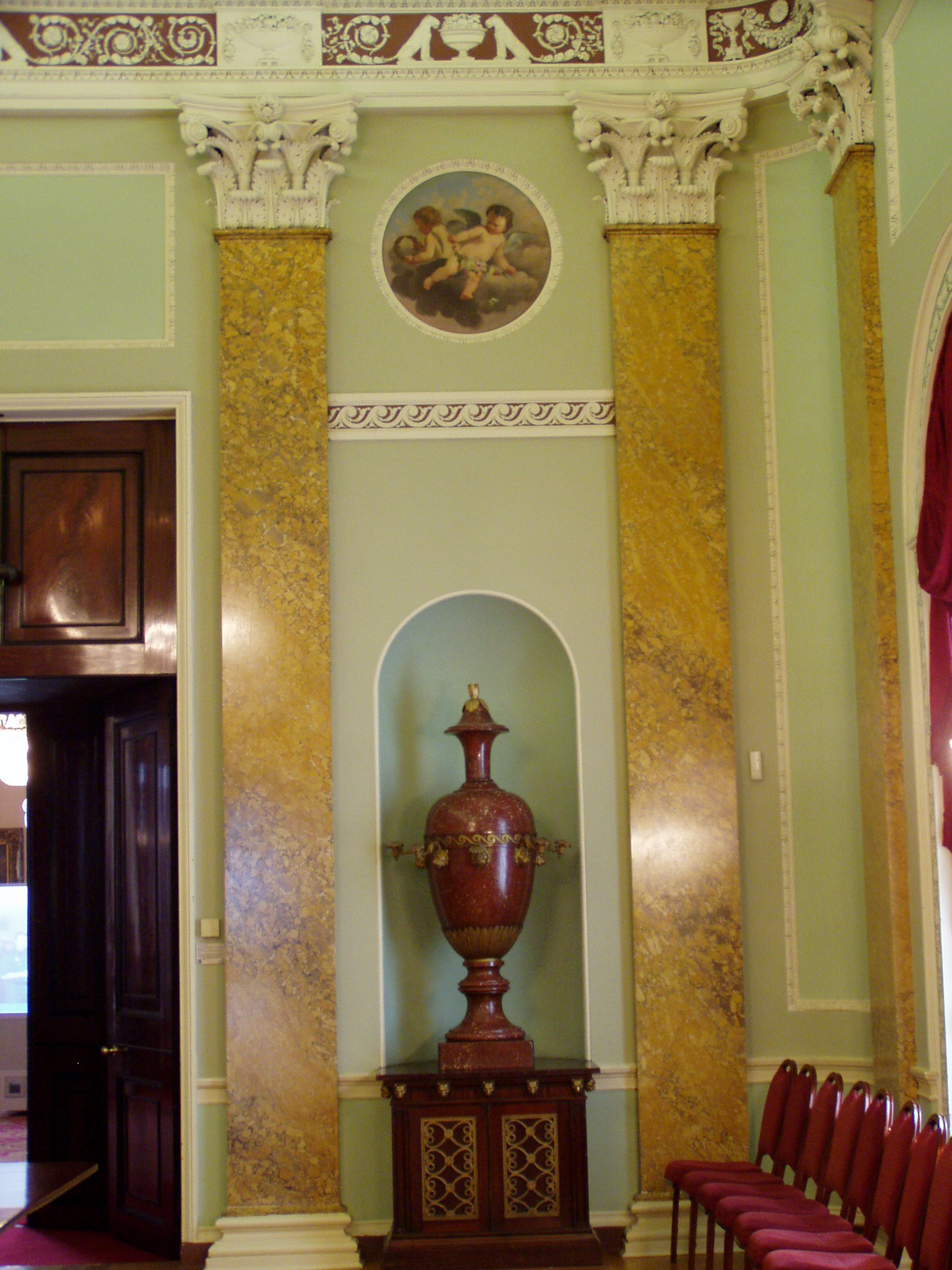
Détail de la salle de banquet de l'hôtel de ville de Liverpool
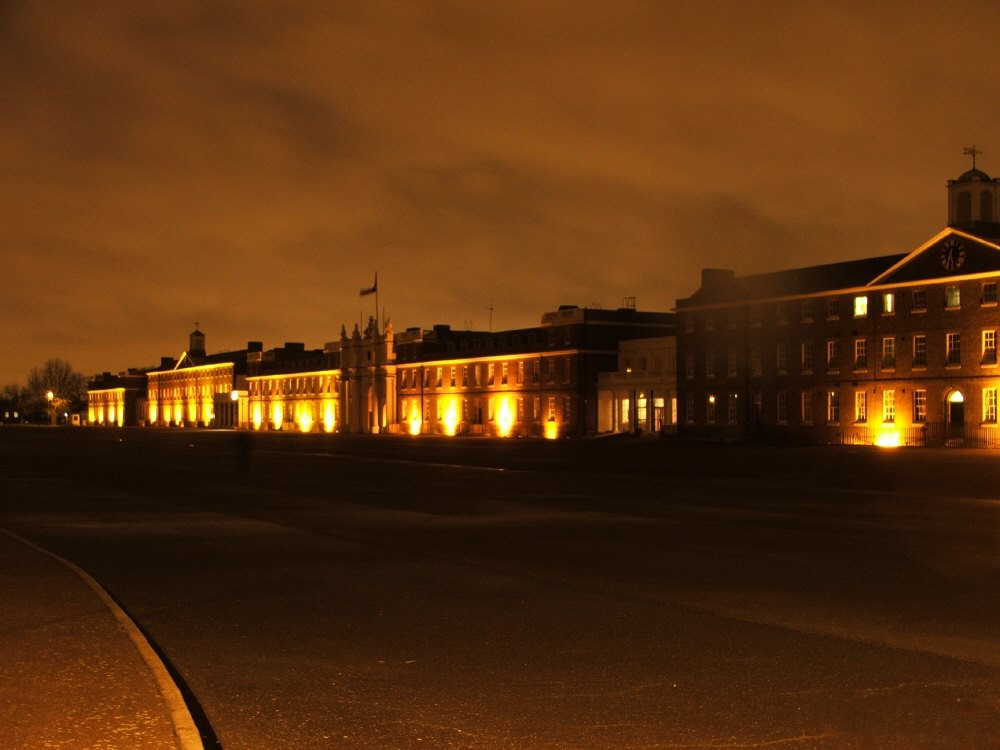
L’École royale d'artillerie de Woolwich
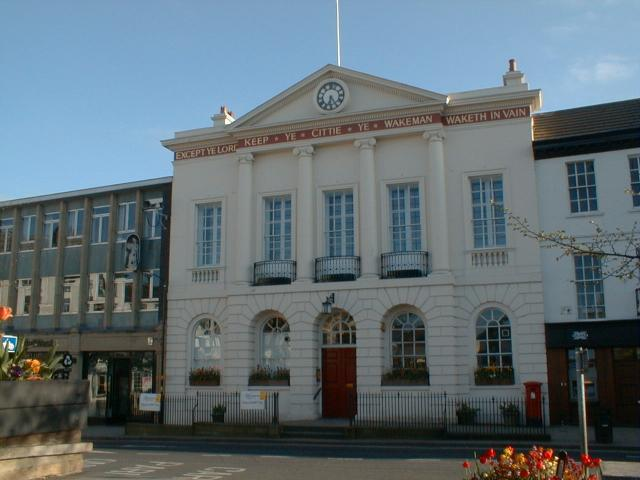
L'hôtel de ville de Ripon
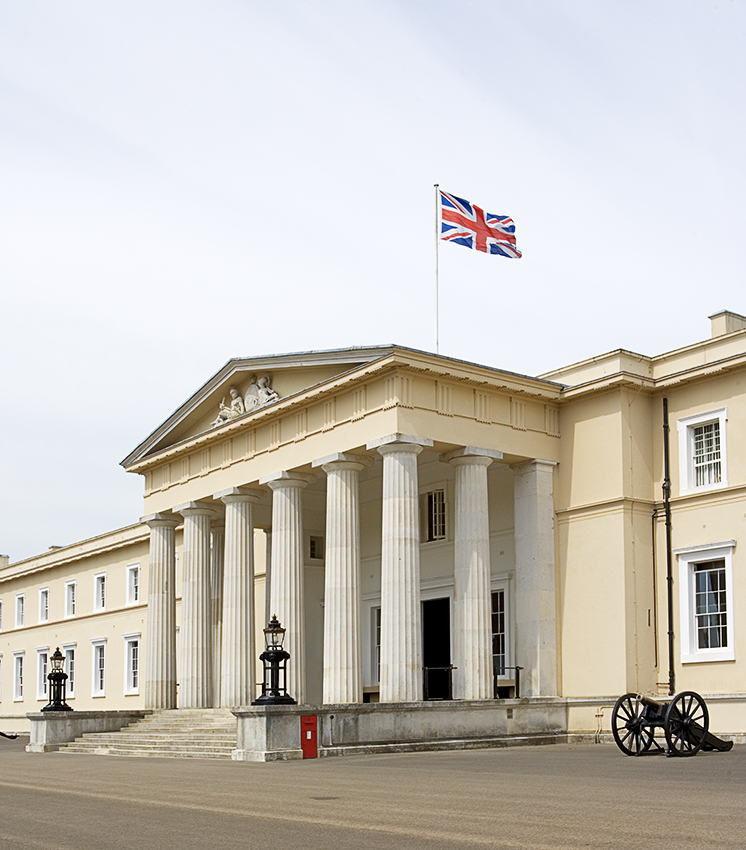
L’Académie royale Militaire de Sandhurst
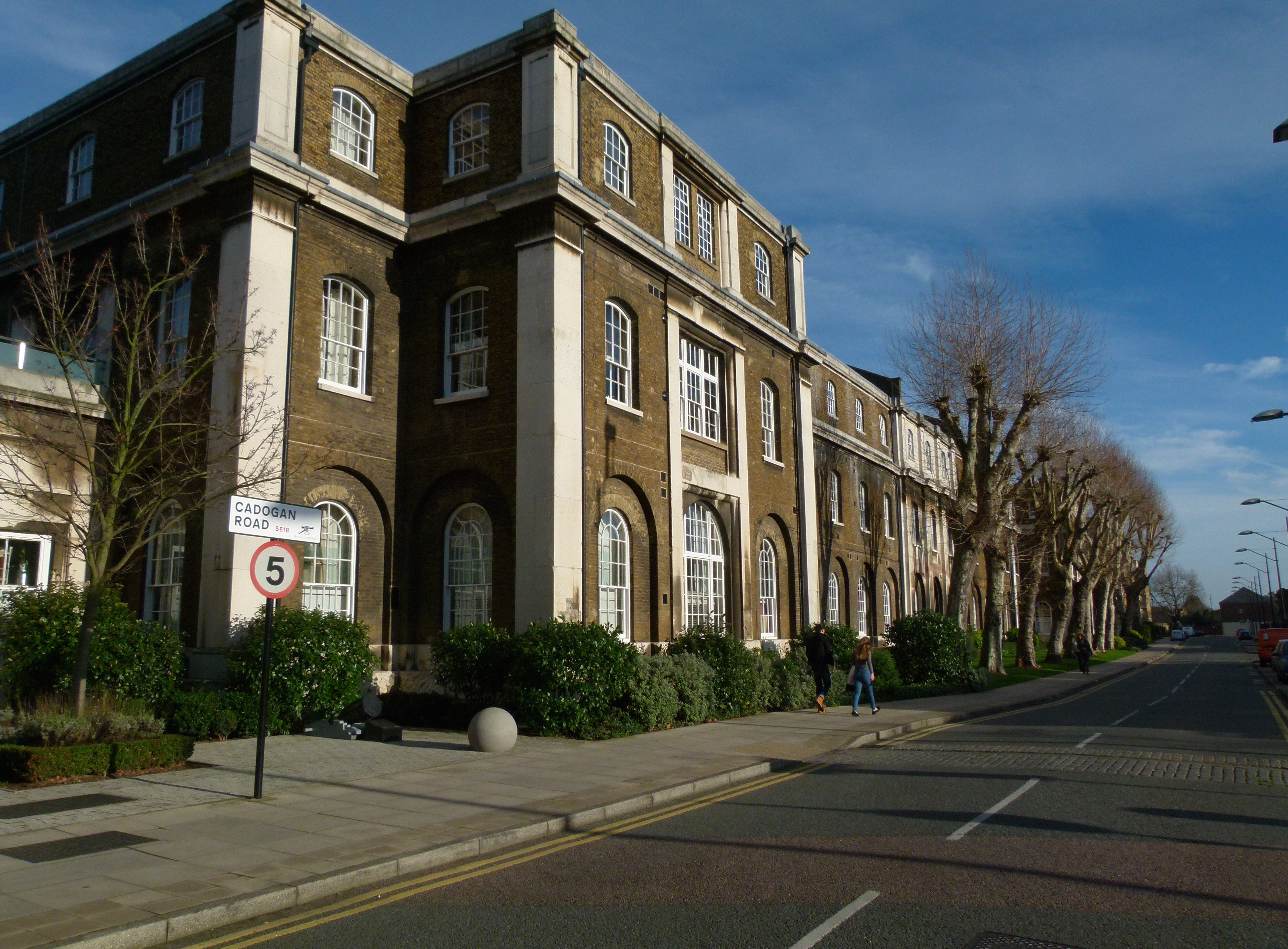
Les magasins à poudre de l'arsenal royal de Woolwich
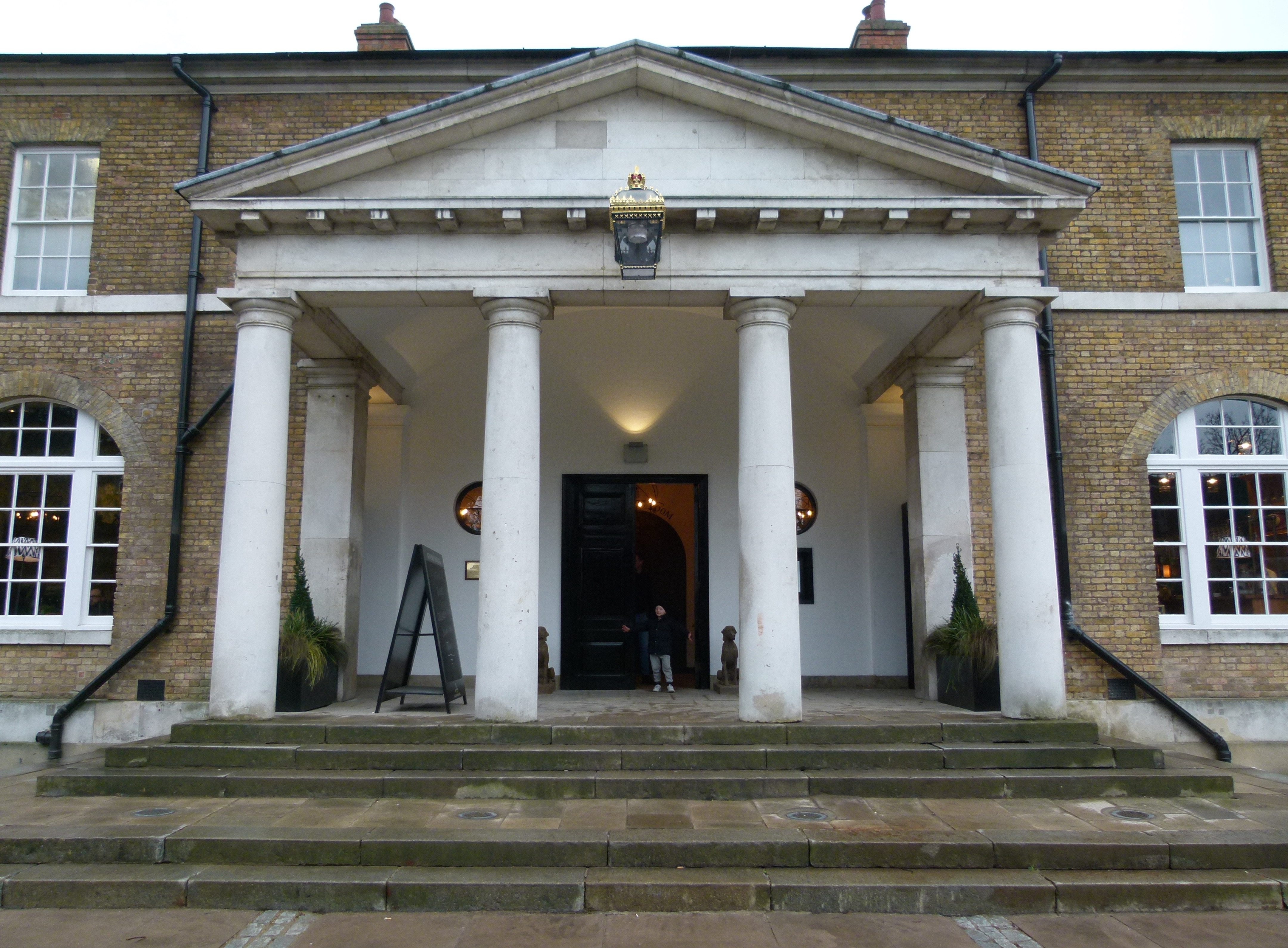
Les jardins de l'arsenal royal de Woolwich
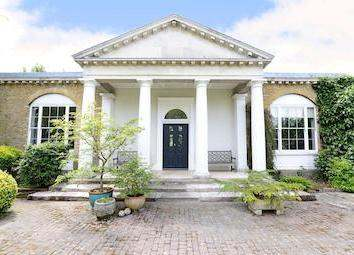
Le pavillon d'entrée sud-ouest de l’École royale d'artillerie de Woolwich

### Édifices religieux
- Église Saint-Jacques, pour la congrégation de Milton Abbas, Dorset (1774–86)
- Chapelle Saint-Georges, modernisation entre 1787 et 1790
- Restauration de la cathédrale de Salisbury, entre 1787 et 1793
- Église saint-Pierre, Manchester, 1788–1794, démolie en 1907 et remplacée par un cénotaphe sur St Peter's Square
- Restauration de la cathédrale de Lichfield  (1788-95)
- Restauration de la cathédrale de Hereford (1788-97)
- Réparation de l'abbaye de Milton, dans le Dorset, entre 1789 et 91
- Église d'East Grinstead, Sussex 1789-1813
- Cathédrale de Durham, restauration 1795-6
- Restauration de l'abbaye de Westminster (1803)
- Construction de l'église de Hafod dans le Caernarvonshire (1803, disparue dans un incendie en 1931)
- Construction de l'église de Weeford Church, Staffordshire, 1803
- Construction de l'église de Hanworth, dans le Middlesex (1808–13, reconstruite en 1865)

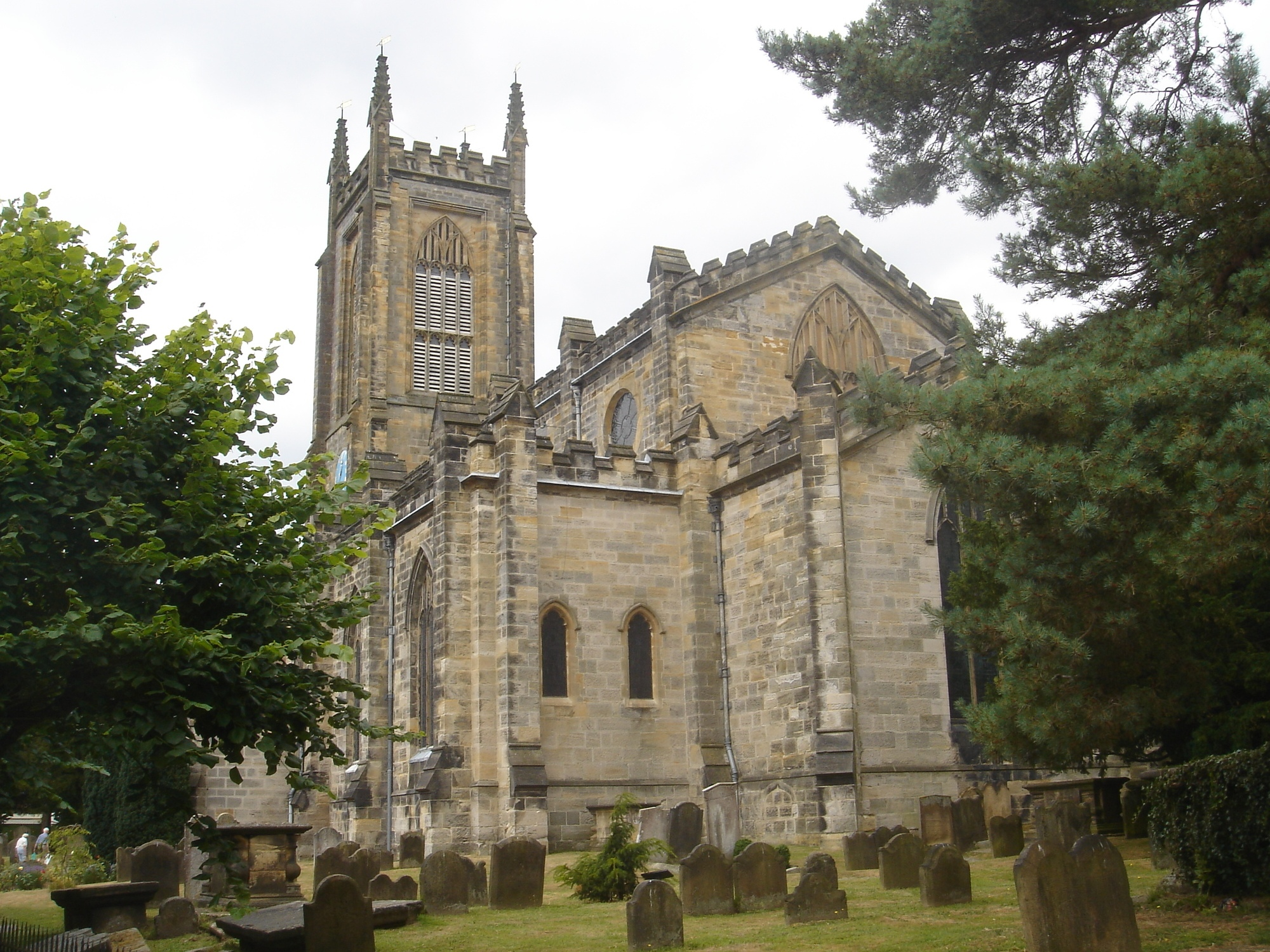
Église Saint Swithun, à East Grinstead
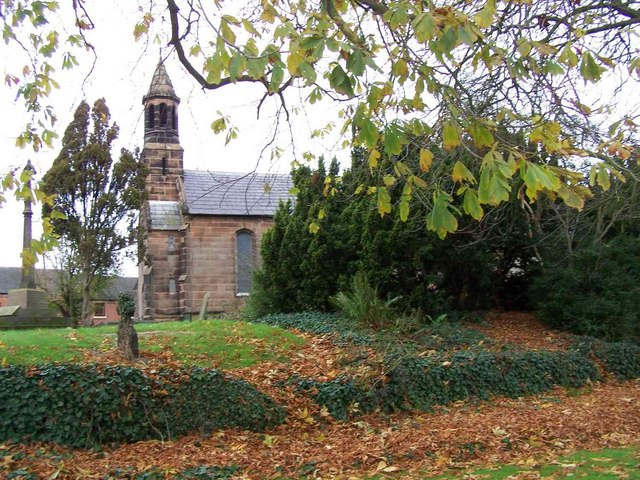
Église Sainte-Marie de Weeford

## Portraits et manuscrits
On connaît deux portraits peints de Wyatt : l'un est aujourd'hui propriété du fonds W. & A. Gilbey, Ltd. et l'autre est exposé à la bibliothèque de la Royal Institution of British Architects ; la bibliothèque de la Royal Academy possède un portrait au crayon exécuté par Dance. La National Portrait Gallery possède un buste en bronze de Wyatt, œuvre de John Charles Felix Rossi. Curieusement, on n'a conservé que quelques dessins originaux de Wyatt ; mais la bibliothèque de la Royal Institution of British Architects possède les croquis qu'il a dressés pour Badger Hall, l’abbaye de Fonthill, Downing College et Ashridge Park. Un album d'esquisses, qui appartint au vicomte de Noailles, comporte des dessins de chandeliers, de torchères, de vases, etc., ainsi qu'un plan pour Lord Courtown (C. Life, 5 décembre 1947 et 2 juillet 1948). Enfin, les plans du château de Slane font partie du fonds Murray de la Bibliothèque nationale d'Irlande.